# Armand Emmanuel du Plessis, Duque de Richelieu
Armand Emmanuel Sophie Septimanie de Vignerot du Plessis, 5.º Duque de Richelieu (Paris, 25 de setembro de 1766 – Paris, 17 de maio de 1822) foi um proeminente estadista francês durante a Restauração dos Bourbon. Ele era conhecido pelo título de cortesia de conde de Chinon até 1788, depois duque de Fronsac até 1791, quando sucedeu a seu pai como duque de Richelieu.
Como monarquista, durante as Guerras Revolucionárias Francesas e as Guerras Napoleônicas, ele serviu como oficial graduado no Exército Imperial Russo, alcançando o grau de Major General. Após a Restauração Bourbon, ele retornou à sua terra natal e foi duas vezes primeiro-ministro da França.

## Primeiros anos
Ele nasceu em Paris, filho de Antoine de Vignerot du Plessis, 4.º duque de Richelieu, e de sua esposa, Adélaïde de Hautefort. Seu pai era filho e herdeiro do favorito do rei Luís XV da França, Armand de Vignerot du Plessis, 3.º duque de Richelieu (1696–1788).
Conhecido pelo título de cortesia de conde de Chinon durante a vida de seu distinto avô, ele foi casado em 4 de maio de 1782 aos quinze anos com Alexandrine Rosalie Sabine de Rochechouart-Faudoas (1768 - 9 de dezembro de 1830), uma criança corcunda de 14 anos. Imediatamente após o casamento, Chinon embarcou em um Grand Tour com seu tutor, visitando as cidades de Genebra, Florença e Viena. Por causa da deformidade de Rosalie, é improvável que o casamento tenha sido consumado. Durante o longo casamento, que costumava ser pontuado por longos períodos de separação, os dois nunca foram mais do que formais um com o outro.[carece de fontes?]
Depois de três anos de viagens ao exterior, ele entrou no Regimento de Dragões da Rainha Maria Antonieta  e no ano seguinte assumiu o lugar de seu avô idoso na corte como o primeiro gentilhomme de la chambre do Rei Luís XVI da França. No Palácio de Versalhes, era seu dever atender o rei durante as cerimônias diárias da alavanca e coucher altamente ritualizadas. Apesar de jovem, ele tinha uma reputação na corte de austeridade puritana. Depois que seu avô morreu e seu pai sucedeu ao ducado de Richelieu em 1788, Chinon ficou conhecido como o duque de Fronsac (duque de Fronsac).[carece de fontes?]
Em 1789, ele era capitão do Regimento de Hussardos Esterhazy. Em 5 de outubro daquele ano, ele estava em Paris quando começou a marcha em Versalhes. Preocupado com a segurança da família real, ele se disfarçou como alguém da multidão e partiu a pé para Versalhes a fim de alertar o rei e a rainha. Incapaz de passar pelo grande número de pessoas na estrada, ele pegou um atalho pela floresta. Ele chegou no momento em que a multidão enfurecida convergia para o palácio. Ele foi imediatamente até a Rainha e a convenceu a buscar refúgio nos aposentos do Rei, assim, sem dúvida, salvando sua vida.

## Exilio
Sob a direção de Maria Antonieta, ele deixou Paris em 1790 e foi para Viena para discutir os recentes eventos da Revolução Francesa com seu irmão mais velho, José II do Sacro Imperador Romano.  Antes de chegar lá, no entanto, Jose morreu. Em vez disso, Richelieu compareceu à coroação do novo imperador, Leopoldo II, em Frankfurt e depois seguiu a corte dos Habsburgos de volta para Viena. Lá, ele renovou a amizade com o príncipe Charles de Ligne, filho do diplomata austríaco, o príncipe de Ligne. Juntos, eles decidiram se juntar ao Russo exército Imperial como voluntários. Acompanhados por outro amigo, o Conde de Langeron, eles chegaram à sede russa em Bender, Moldávia, em 21 de novembro. Os três estiveram presentes na captura de Izmail por Alexander Suvorov. Por seu serviço naquela batalha, Fronsac foi condecorado pela imperatriz russa Catarina, a Grande, com a Ordem de São Jorge, e recebeu uma espada de ouro.

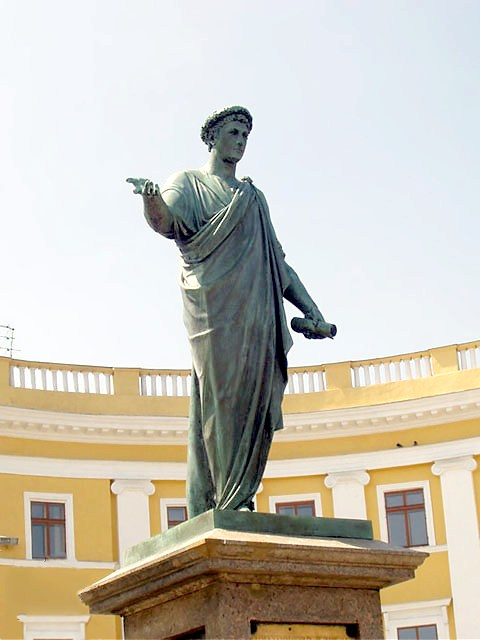
Estátua de Ivan Martos do Duque de Richelieu em Odessa

Com a morte de seu pai em fevereiro de 1791, ele conseguiu o título de duque de Richelieu. Por causa da relutância de vários nobres em servir na casa real, o rei Luís XVI logo depois o convocou de volta a Paris para que reassumisse sua posição como primeiro gentilhomme no Palácio das Tulherias. Ele não tinha, no entanto, a confiança suficiente do tribunal para ser informado sobre o voo projetado para Varennes na noite de 20 de junho de 1791.
Sentindo que seu papel na corte era inútil para ajudar o rei a lidar com toda a agitação revolucionária que envolvia Paris, Richelieu em julho obteve com permissão real um passaporte da Assembleia Nacional Constituinte para voltar a Viena como diplomata. Depois de uma curta estada na Áustria, entretanto, Richelieu se juntou ao exército contra-revolucionário emigrado do primo de Luís XVI, o Príncipe de Condé, que tinha sua sede na cidade fronteiriça alemã de Coblenz. Mais tarde, depois que as forças de Condé sofreram várias derrotas, Catarina, a Grande, ofereceu posições em seu exército aos oficiais que serviam sob Condé. Richelieu aceitou.[carece de fontes?]
No exército russo, ele alcançou a patente de major-general, mas mais tarde renunciou a sua comissão após o que ele considerou uma repreensão injustificada pelo sucessor de Catarina, o Czar Paulo I. Suas perspectivas melhoraram, no entanto, depois que Paulo foi assassinado em 1801. O novo imperador russo, o Czar Alexandre I, era um de seus amigos. A eliminação do nome de Richelieu da lista de emigrados proibidos que não podiam voltar legalmente para a França, que Richelieu por conta própria não conseguira obter de Napoleão Bonaparte, foi concedida a pedido do novo governo imperial de Alexandre e, em 1803, Alexandre nomeou ele governador de Odessa. Dois anos depois, ele se tornou-se Governador-geral de uma grande faixa de terra recentemente conquistada do Império Otomano e chamada de Nova Rússia, que incluía os territórios de Quersoneso, Ecaterinoslau e a Crimeia. Ele comandou uma divisão na Guerra da Turquia de 1806-1807 e participou de expedições frequentes ao Cáucaso. Richelieu desempenhou um papel durante a epidemia de peste otomana que atingiu Odessa no outono de 1812. Rejeitou qualquer tentativa de forjar um compromisso entre requisitos de quarentena e livre comércio, Príncipe Kuriakin (o Alto Comissário para Saneamento de São Petersburgo) revogou as ordens de Richelieu. Nos onze anos de sua administração, Odessa aumentou muito em tamanho e importância, tornando-se a terceira maior cidade do império em população. Os agradecidos Odessitas erigiram um monumento de bronze para ele em 1828. Estes são os famosos degraus de Odessa, coroados por uma estátua de Richelieu.

## Regresso à França
Richelieu retornou à França em 1814. No retorno de Napoleão de Elba, ele acompanhou Luís XVIII até Lille. De lá, ele optou por retornar a Viena para se juntar ao exército russo, acreditando que ele poderia servir melhor aos interesses do novo rei e da França anexando-se ao quartel-general do czar Alexandre.
O caráter e os antecedentes de Richelieu marcaram-no como um apoio valioso para a monarquia no início da Restauração Bourbon. Embora a maior parte de suas propriedades confiscadas tenham sido perdidas além da lembrança, ele não compartilhava do ressentimento furioso da maioria dos emigrados que retornavam, de cuja companhia e intrigas ele se manteve afastado durante seu longo exílio na Rússia. Mais especificamente, ele não compartilhou de suas ilusões quanto à possibilidade de desfazer a obra da Revolução Francesa. Como amigo pessoal do imperador russo, sua influência nos conselhos dos Aliados foi de grande valia. Apesar disso, ele recusou a oferta de um lugar no ministério do ex-revolucionário e bonapartista Talleyrand, alegando uma longa ausência da França e uma ignorância de suas condições. Eventualmente, porém, após a renúncia de Talleyrand antes da sessão de abertura da nova Câmara de Deputados ultrarrealista (a famosa Chambre introuvable), Richelieu decidiu (após muitos pedidos de Mathieu de Montmorency) para suceder Talleyrand como primeiro-ministro da França, embora — como ele próprio disse — não conhecia o rosto de nenhum dos seus colegas.
Foi principalmente devido a seus esforços que a França foi tão rapidamente aliviada do fardo do exército de ocupação Aliado. Para atingir esse objetivo, ele compareceu ao Congresso de Aix-la-Chapelle em 1818, onde foi informado em confiança de uma promessa dos Aliados de interferir internamente na França se um renascimento dos problemas revolucionários ocorresse. Foi em parte devido a este conhecimento tranquilizador que deixou o cargo em dezembro do mesmo ano, por recusa dos seus colegas em apoiar uma modificação da lei eleitoral. Após o assassinato do sobrinho do rei, o Duque de Berry, e a aposentadoria forçada de Decazes, ele foi novamente chamado ao primeiro ministro (21 de fevereiro de 1821); mas sua posição era insustentável devido a ataques policiais dos "Ultras" de um lado e dos liberais do outro. Em 12 de dezembro de 1821, ele renunciou novamente.
Ele morreu, de um acidente vascular cerebral, em 17 de maio de 1822.